# Poecilotheria ornata
Poecilotheria ornata  (лат.) — вид древесных пауков семейства птицеедов, являющийся эндемическим в Шри-Ланке. Их размах ног иногда доходит до 25 см у самок, и, вероятно, является вторым по величине в роде, уступая только Poecilotheria rufilata.

## Этимология названия
Название Poecilotheria происходит от греческого «poikilos» — пятнистый и «Therion» — дикий зверь. Ornata относится к роду «украшенных». Весь род древесных пауков демонстрирует сложный фракталообразный (см. Фракталы) рисунок на брюшке.

## Описание
Вид легко отличить от других пауков из-за зеленовато-желтого или пурпурного панциря в дорсальной поверхности. Вентрально, есть проксимальное белое пятно на бедре четвертой пары ног.

### Самки
Панцирь имеет зеленовато—жёлтый или пурпурный оттенок. Голень имеет две параллельные линии продолговатых желтых пятен. Все ноги обладают красновато — коричневые волоски и щетинки более заметны на педипальпами и хелицер.
Первая и вторая пары ног одинаковы, снизу — желтые.

### Самцы
Внешне зеленовато-коричневого цвета. Маркировки менее заметны. Жёлтые пятна можно увидеть на пар третьей и четвертой ноги.

## Поведение
Поведение паука схоже со многими древесными пауками. В дикой природе живут в дуплах высоких деревьев, где они делают асимметричные паутины. Их основной добычей являются различные летающие насекомые, которых они ловят вручную (не в сети) и парализуют.

## Укусы
Несмотря на то, что никогда не было известно о смерти от любого укуса тарантула, этот вид считается с медицинской точки зрения ядовитым, который может вызвать сильную боль и крайне сильные мышечные судороги, судя по опыту укушенных этим видом. Они быстро двигаются и, хотя они обычно предпочитают атаковать в свободных условиях, могут атаковать, находятся в маленьком пространстве.
Этот вид "кусается" чаще всего из рода Poecilotheria.